# Romulus và Remus

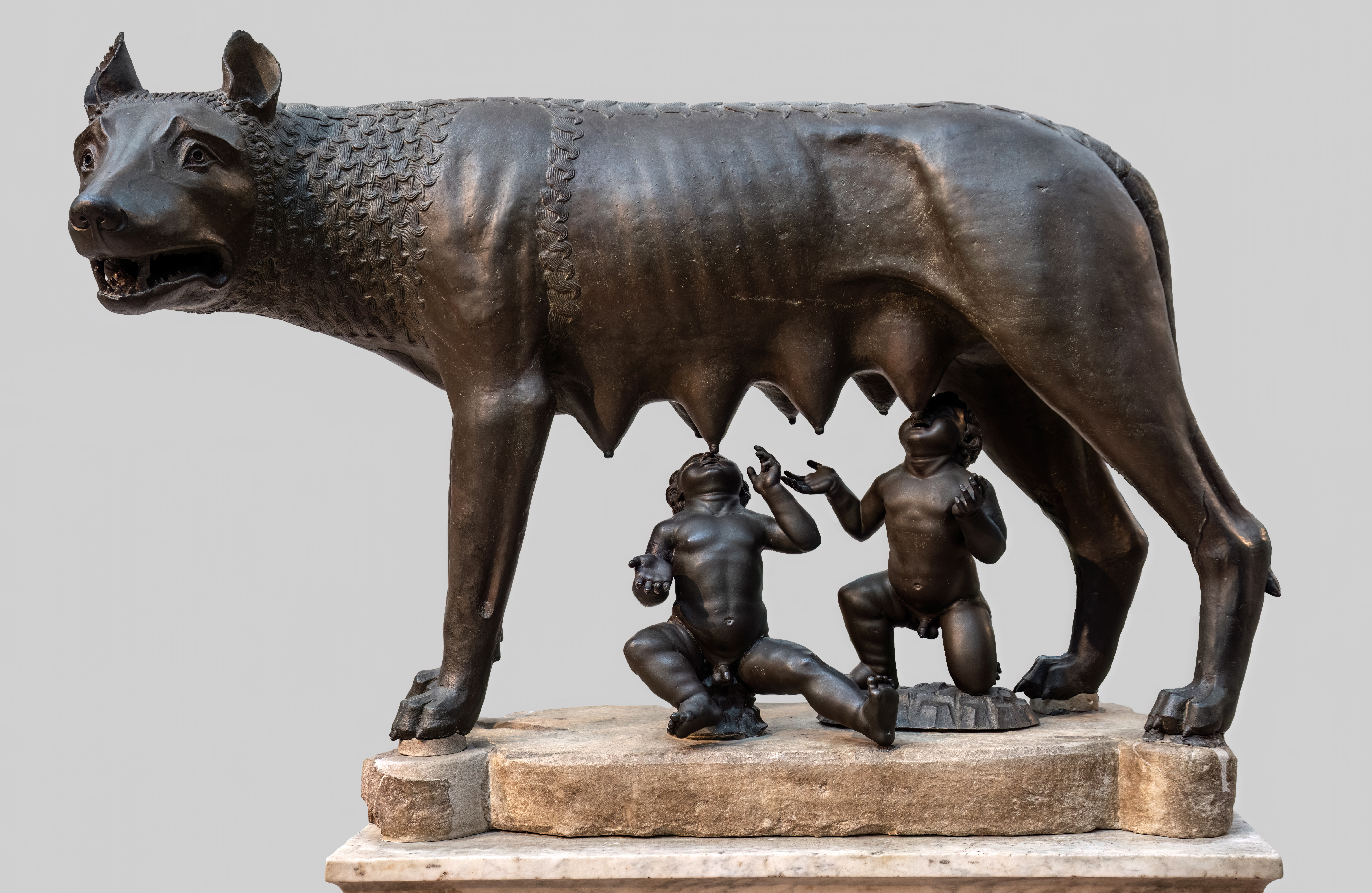
La Lupa Capitolina "Chó sói đồi Capitol". Các học giả truyền thống nói rằng hình tượng con chó sói là của người Etrusca, thế kỷ 5 TCN. Còn hình tượng Romulus và Remus đã được Antonio Pollaiuolo thêm vào trong giai đoạn thế kỷ thứ 15. Các nghiên cứu gầy đây cho thấy rằng con sói cái có thể là một bức tượng điêu khắc có niên đại vào thế kỷ thứ 13.

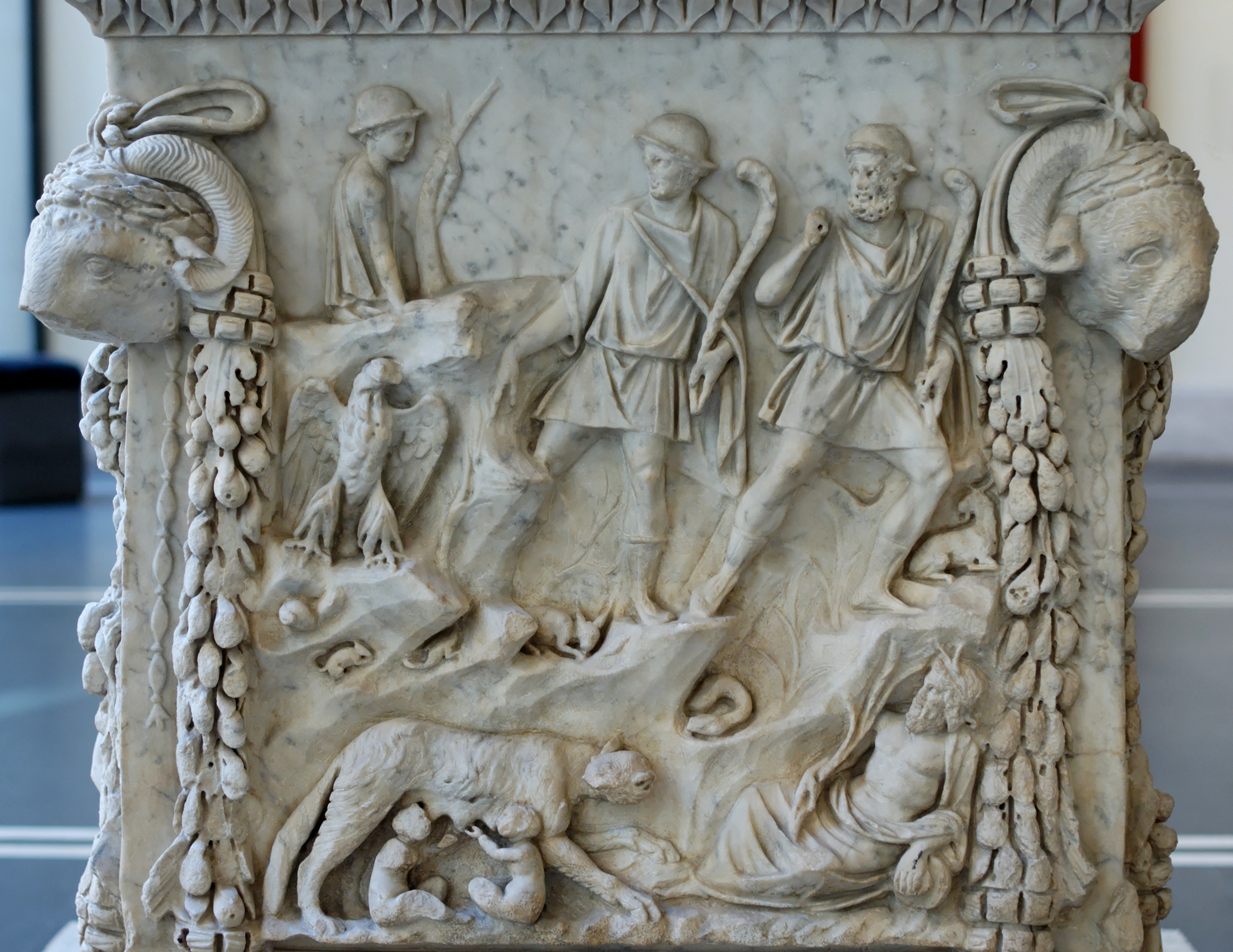
Bệ thờ dành cho thần Mars (người cha thần linh của Romulus và Remus) và Venus (nữ thần tổ tiên của họ) miêu tả các chi tiết trong truyền thuyết của họ. Tiberinus, vị thần sông Tiber, cùng cặp đôi song sinh đang được một con sói cái cho bú trong hang Lupercal được khắc họa bên dưới. Một con kền kền từ cuộc thi điềm báo và ngọn đồi Palatine nằm ở bên trái. (Nguồn gốc là từ Ostia, ngày nay nó nằm tại Palazzo Massimo alle Terme).

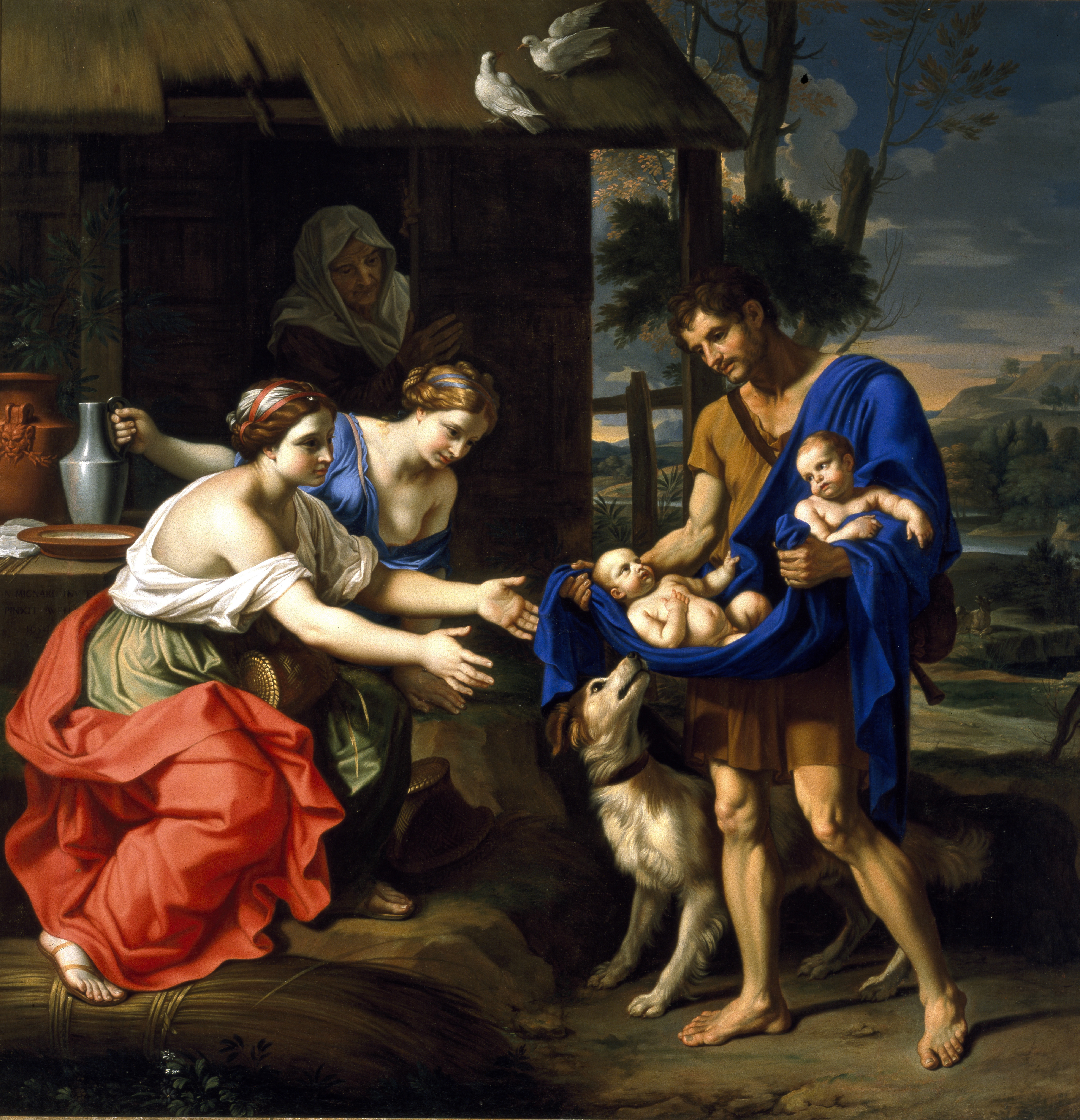
Người chăn cừu Faustulus đang mang Romulus và Remus về cho vợ của ông ta, Nicolas Mignard (1654)

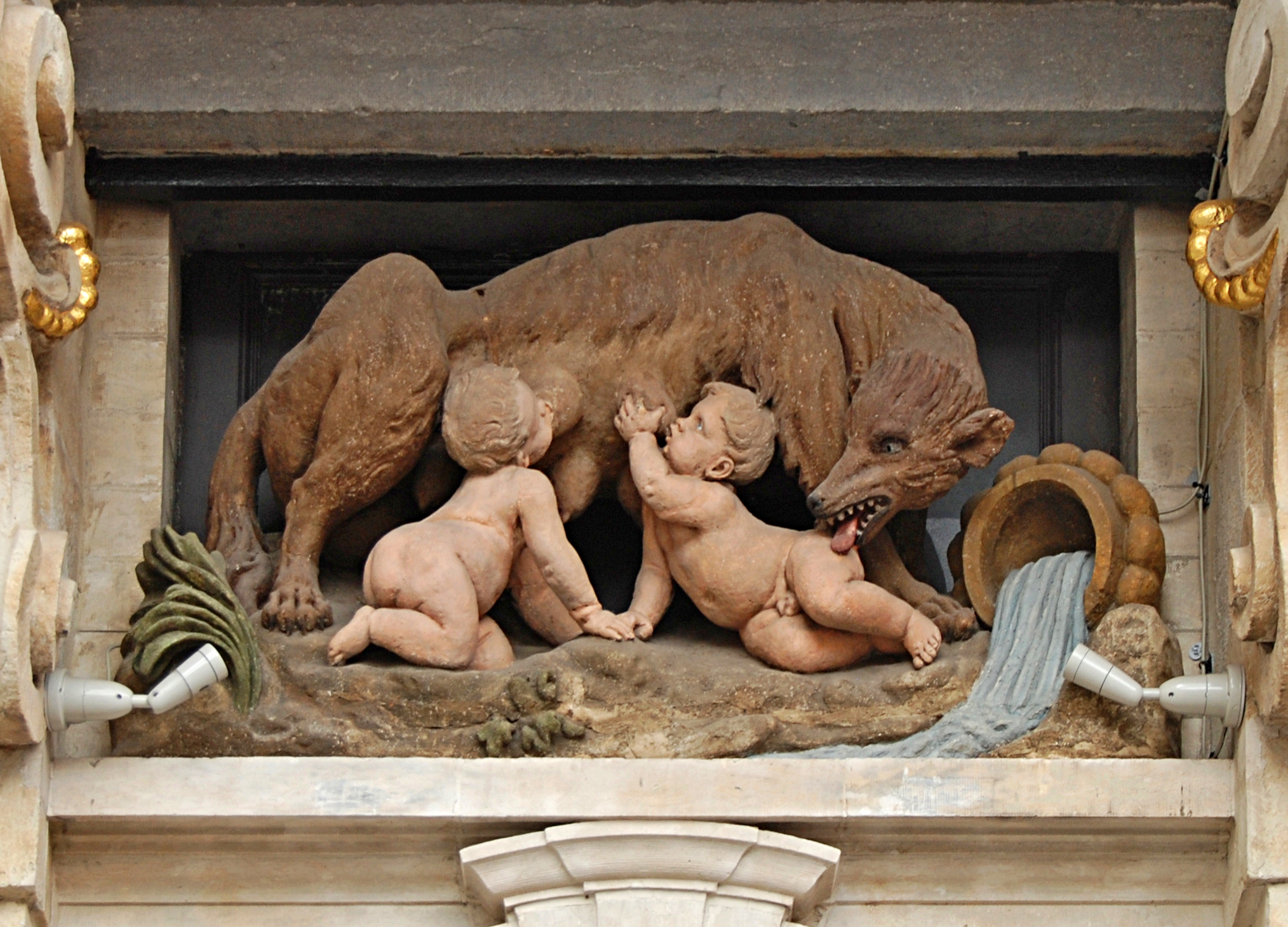
Romulus và Remus trên Toà nhà Sói cái tại Quảng trường Lớn ở Brussels.

Trong thần thoại La Mã, Romulus và Remus (/ˈrɒmjʊləs, -jəl- ... ˈriːməs/) là cặp song sinh có câu chuyện kể lại những sự kiện dẫn đến sự thành lập của thành Roma và vương quốc La Mã bởi Romulus. Sự kiện Romulus giết chết Remus và những truyện kể khác từ câu chuyện của họ đã truyền cảm hứng cho các nghệ sĩ qua các thời đại. Từ thời cổ đại, hình ảnh cặp đôi song sinh được con sói cái cho bú đã là biểu tượng của thành phố Roma và người La Mã cổ đại. Mặc dù câu chuyện này đã diễn ra trước sự kiện thành Roma được thành lập vào khoảng năm 750 TCN, thế nhưng những tác phẩm ghi chép lại về câu chuyện thần thoại này được biết đến đầu tiên là từ thế kỷ thứ 3 TCN. Cơ sở lịch sử hợp lý cho câu chuyện này cũng như việc liệu rằng câu chuyện thần thoại về cặp song sinh này vốn là một phần nguyên bản chính thuộc thần thoại La Mã hay là một sự phát triển sau này hiện vẫn là vấn đề đang được tranh luận.

## Tổng quan
Romulus và Remus được sinh ra ở Alba Longa, một trong số các thành bang La tinh cổ đại nằm gần vị trí thành Roma tương lai. Mẹ của họ là Rhea Silvia, bà là một trinh nữ Vesta và cũng là con gái của vị cựu vương Numitor vốn đã bị người em trai là Amulius lật đổ. Theo một số tác phẩm, Rhea Silvia đã thụ thai khi cha của họ là thần Mars viếng thăm bà trong một khu rừng thiêng liêng được dành cho ông.
Nhận thấy họ là mối đe dọa tiềm tàng cho sự cai trị của mình, vua Amulius đã ra lệnh giết chết họ và họ đã bị bỏ mặc cho tới chết bên bờ sông Tiber. Họ đã được thần Tiberinus cứu sống và sống sót nhờ vào sự chăm sóc của những người khác tại nơi mà cuối cùng sẽ là thành Roma. Trong tình tiết nổi tiếng nhất của câu chuyện, cặp song sinh đã được con sói cái nuôi nấng trong một hang động được biết đến với tên gọi là Lupercal. Cuối cùng, họ đã được một người chăn cừu tên là Faustulus nhận làm con nuôi. Họ lớn lên mà không hề biết về danh tính thực sự của mình. Qua thời gian, họ đã trở thành những nhà lãnh đạo bẩm sinh và lôi cuốn được một nhóm những người ủng hộ đến từ cộng đồng.
Đến tuổi thiếu niên, họ đã dính vào một cuộc tranh chấp giữa những người ủng hộ Numitor và Amulius. Kết quả là Remus đã bị bắt làm tù nhân và đem về Alba Longa. Cả ông nội của họ và nhà vua đều nghi ngờ về thân phận thực sự của họ. Trong khi đó, Romulus đã tổ chức một nỗ lực để giải cứu cho người em trai của mình và bắt đầu lên đường tới thành phố cùng với sự giúp đỡ. Trong thời gian này, họ biết được quá khứ của mình và đã kết hợp với lực lượng của ông nội họ nhằm khôi phục lại ngai vàng cho ông ta. Amulius đã bị giết chết và Numitor đã được khôi phục lại là vua của Alba. Cặp song sinh sau đó bắt đầu xây dựng một thành phố cho riêng họ.
Sau khi quay trở lại khu vực bảy ngọn đồi, họ đã bất đồng về việc xây dựng trên ngọn đồi nào. Romulus ưa thích đồi Palatine nằm phia trên hang Lupercal; Remus thì lại thích đồi Aventine. Sau khi không thể giải quyết được bất đồng với nhau, họ đã đồng ý xin sự chấp thuận của các vị thần thông qua một cuộc thi điềm báo. Remus đã nhìn thấy 6 con chim điềm báo đầu tiên nhưng ngay sau đó Romulus đã thấy 12 con và tuyên bố là đã giành được sự chấp thuận của thần linh. Tranh cãi mới này càng làm tăng thêm sự bất hòa giữa họ với nhau. Hệ quả là Remus đã bị Romulus hoặc một trong số những người ủng hộ ông ta giết chết. Romulus sau đó đã tiếp tục xây dựng thành Roma cùng với các thể chế, chính quyền, quân đội và các truyền thống tôn giáo của nó. Ông đã cai trị nó trong nhiều năm với vai trò là vị vua đầu tiên của nó.

## Các nguồn chính
Khởi nguồn của những yếu tố khác nhau trong thần thoại thành lập Roma hiện vẫn còn là một vấn đề đang được tranh luận. Chúng có thể đến từ nguồn gốc Ý của người La Mã hoặc là từ ảnh hưởng của Hy Lạp được thêm vào sau này. Việc xác định một cách rạch ròi những yếu tố nguyên gốc cho tới nay đã vượt quá sự hiểu biết của các nhà cổ điển học. Các sử gia La Mã xác định niên đại cho sự thành lập của Roma là vào khoảng năm 753 TCN, thế nhưng những ghi chép đầu tiên được biết đến về thần thoại này có niên đại là vào cuối thế kỷ thứ 3 TCN Hiện đang có tranh luận về cách thức và thời điểm câu chuyện truyền thuyết "hoàn chỉnh" được tạo nên.

## Mục lục tham khảo